# مطار مسقط الدولي
مطار مسقط الدولي (إياتا: MCT، إيكاو: OOMS) وعرف قديمًا بمطار السيب الدولي، هو المطار الرئيسي في سلطنة عمان، يأتي بعده مطار صلالة من ناحية المساحة والحجم. يقع مطار مسقط في ولاية السيب. ويشغله ويشرف عليه الشركة العمانية لإدارة المطارات والشركة العمانية لخدمات الطيران. يُعَد مطار مسقط مركز العمليات الرئيسي للطيران العماني. ويبعد المطار عن مسقط القديمة 32 كم (20 ميل). يُعدّ المطار مركزًا رئيسيًا لشركة الطيران العماني وشركة طيران السلام وهي أول شركة طيران اقتصادي في عُمان، ويُسيّر رحلات إلى عدة وجهات إقليمية، بالإضافة إلى بعض الرحلات الدولية إلى آسيا وأفريقيا وأوروبا. تم تغيير اسم المطار من مطار السيب الدولي إلى مطار مسقط الدولي في 1 فبراير 2008. وفي ديسمبر 2023 حاز مطار مسقط الدولي على أفضل مطار بالعالم وفق لبيان صادر من شركة "إيرهيلب" (AirHelp Inc)، وهي شركة تتولى الدفاع عن الركاب.

## التاريخ
أسس أول مطار في عُمان في منطقة بيت الفلج وسُمي بنفس اسم المنطقة وذلك عام 1929. وكان أول مطار في العاصمة، واشتهر بمنعطفاته الحادة وانحداراته الشديدة. وكانت شركات طيران مثل طيران الخليج وخدمات عُمان الدولية من أوائل مستخدميه.
ونظرًا للحاجة إلى مساحة أكبر لتوسيع العمليات، بُني المطار الحالي في موقعه الحالي، وافتُتح باسم مطار السيب الدولي في 23 ديسمبر 1973. وجرت عدة توسعات وبناء مرافق جديدة في ثمانينيات وتسعينيات القرن الماضي.
وكان المطار مقرًا لطائرات هوكر سايدلي نمرود التابعة لسلاح الجو الملكي البريطاني، بما في ذلك الطائرات التي شاركت في حرب الخليج الثانية عام 1991. وتعاونت هذه الطائرات مع البحرية السلطانية العمانية في سلسلة مناورات "الدوار السحري". وقد استُخدمت القاعدة من قِبل مفرزة من طائرات فيكرز في سي 10 التابعة للسرب 101 التابع لسلاح الجو الملكي البريطاني خلال تدريبات حرب الخليج مع طائرات جاغوار التابعة لسلاح الجو الملكي. في 1 فبراير 2008 سمي باسمه الحالي.

## إحصائيات المطار
| السنة | عدد الركاب   | الشحن (بالطن) | حركة الطيران |
| ----- | ------------ | ------------- | ------------ |
| 2020  | 4,085,499 ▼  | 109,806 ▼     | 35,188       |
| 2019  | 16,038,844 ▲ | 240,285 ▲     | 117,601      |
| 2018  | 15,392,095 ▲ | 212,764 ▲     | 118,698      |
| 2017  | 14,061,732 ▲ | 200,852 ▲     | 114,360      |
| 2016  | 12,031,496 ▲ | 180,332 ▲     | 103,326      |
| 2015  | 10,315,358 ▲ | 154,868 ▲     | 103,915      |
| 2014  | 8,709,505 ▲  | 121,368 ▲     | 92,347       |
| 2013  | 8,310,927 ▲  | 120,667 ▲     | 90,223       |
| 2012  | 7,546,716 ▲  | 112,306 ▲     | 81,486       |
| 2011  | 6,479,860 ▲  | 98,085 ▲      | 78,650       |
| 2010  | 5,752,017 ▲  | 96,696 ▲      | 79,710       |
| 2009  | 4,558,002 ▲  | 63,764 ▲      | 66,872       |
| 2008  | 4,001,393 ▼  | 57,887 ▼      | 58,346       |
| 2007  | 4,219,000 ▼  | 76,448 ▼      | 49,806       |
| 2006  | 4,778,000 ▲  | 97,908 ▲      | 49,901       |
| 2005  | 4,071,000 ▲  | 76,563 ▲      | 52,781       |
| 2004  | 3,461,000▲   | 67,151 ▲      | 43,622       |
| 2003  | 2,886,000 ▲  | 48,630 ▲      | 42,330       |
| 2002  | 2,447,000 ▼  | 46,934 ▼      | 39,555       |
| 2001  | 2,700,992 ▼  | 71,830 ▲      | 35,064       |
| 2000  | 2,721,393    | 69,696        | 36,082       |

## خطوط وشركات الطيران
- الطيران الأزرق (لاهور)
- العربية للطيران (الشارقة).

قاعة استقبال القادمين.

- طيران الهند (أحمد آباد، بانجالور، كاليكوت، تشيناي، كوتشين، حيدر آباد، دلهي، مومباي).
  - طيران الهند إكسبريس (كوتشي، بانجالور، تريفاندرام، كاليكوت، أبوظبي).
- الخطوط الجوية البنغلاديشية - بيمان (دكا، شيتاجونج).
- الخطوط الجوية البريطانية (لندن - هيثرو).
- طيران الإمارات (دبي).
- طيران الإتحاد (أبوظبي).
- مصر للطيران (القاهرة).
- طيران الخليج (البحرين).
- خطوط آسمان الجوية الإيرانية (شيراز، شاه بحر).
- جت إيرويز (كوتشين، مومباي، تريفاندرام).
- الخطوط الجوية الكويتية (الكويت).
- لوفتهانزا (أبوظبي، فرانكفورت).
- كي أل أم (الدمام، أمستردام)
- مارتين إير كارغو (هونغ كونغ).
- الطيران العماني (أبو ظبي، عمًان، البحرين، بيروت، القاهرة، شيناي، دلهي، الدوحة، دبي، حيدر أباد، جايبور، خصب، كوتشين، بانجالور، لكنو، مومباي، جوا، كولومبو، مالي، إسلام آباد، لاهور، صلالة، تريفاندرام، دكا، شيتاجونج، الرياض، جدة، كراتشي، الكويت، باريس- شارل ديجول، ميلان، زيورخ، ميونخ، فرانكفورت، بانكوك، لندن-هيثرو، كوالالمبور، سنغافورة، مانيلا، جاكرتا، جوانزو، طهران، مشهد، راس الخيمة، العين، دار السلام، زنجبار).

ممرات متحركة لنقل القادمين من مدرج الطائرات إلى قاعات الاستقبال (بعد التوسعة).

- الخطوط الجوية الدولية الباكستانية (جوادر، كراتشي، لاهور، إسلام آباد، سيالكوت، توربات).
- الخطوط الجوية القطرية (الدوحة).
- الملكية الأردنية (الأردن).
- الخطوط الجوية العربية السعودية (جدة ، الرياض).
- طيران ناس (جدة ، الرياض)
- طيران أديل (جدة ، الرياض)
- شاهين الدولية (كراتشي).
- الخطوط الجوية السريلانكية (كولومبو).
- الخطوط الجوية التايلاندية (كراتشي، بانكوك).
- الخطوط الجوية التركية (إسطنبول - مطار أتاتورك).
- الخطوط الجوية الدولية السويسرية (دبي، زيورخ)
- طيران السلام (صلالة - دبي - جدة - المدينة المنورة - كراتشي).

## توسعة مطار مسقط الدولي
تم توسعة المطار وزيادة القدرة الاستيعابية للمسافرين لحوالي 46 مليون مسافر وافتتاح المشروع نهاية عام 2017 م.

## وصلات خارجية
- (بالإنجليزية) مطار مسقط الدولي من موقع المديرية العامة للطيران المدني العمانية
- (بالإنجليزية) مطار مسقط الدولي من موقع غلوبال سكيوريتي العالمي